# Tylototriton shanjing
Tylototriton shanjing (лат.) — вид тритонов из рода крокодиловых тритонов отряда хвостатых земноводных.
Как отдельный вид Tylototriton shanjing был впервые описан в 1995 году, до этого его включали в состав вида гималайский тритон (Tylototriton verrucosus).
Латинское название вида происходит от китайских слов «shan» («шан», гора) и «jing» («цзинь», дух или демон).
Встречается в горных районах провинции Юньнань (Китай) на высоте 1000—2500 футов над уровнем моря.
Вид относится к категории Near Threatened (состояние близко к угрожаемому) по классификации Комиссии по выживанию видов МСОП.

## Описание

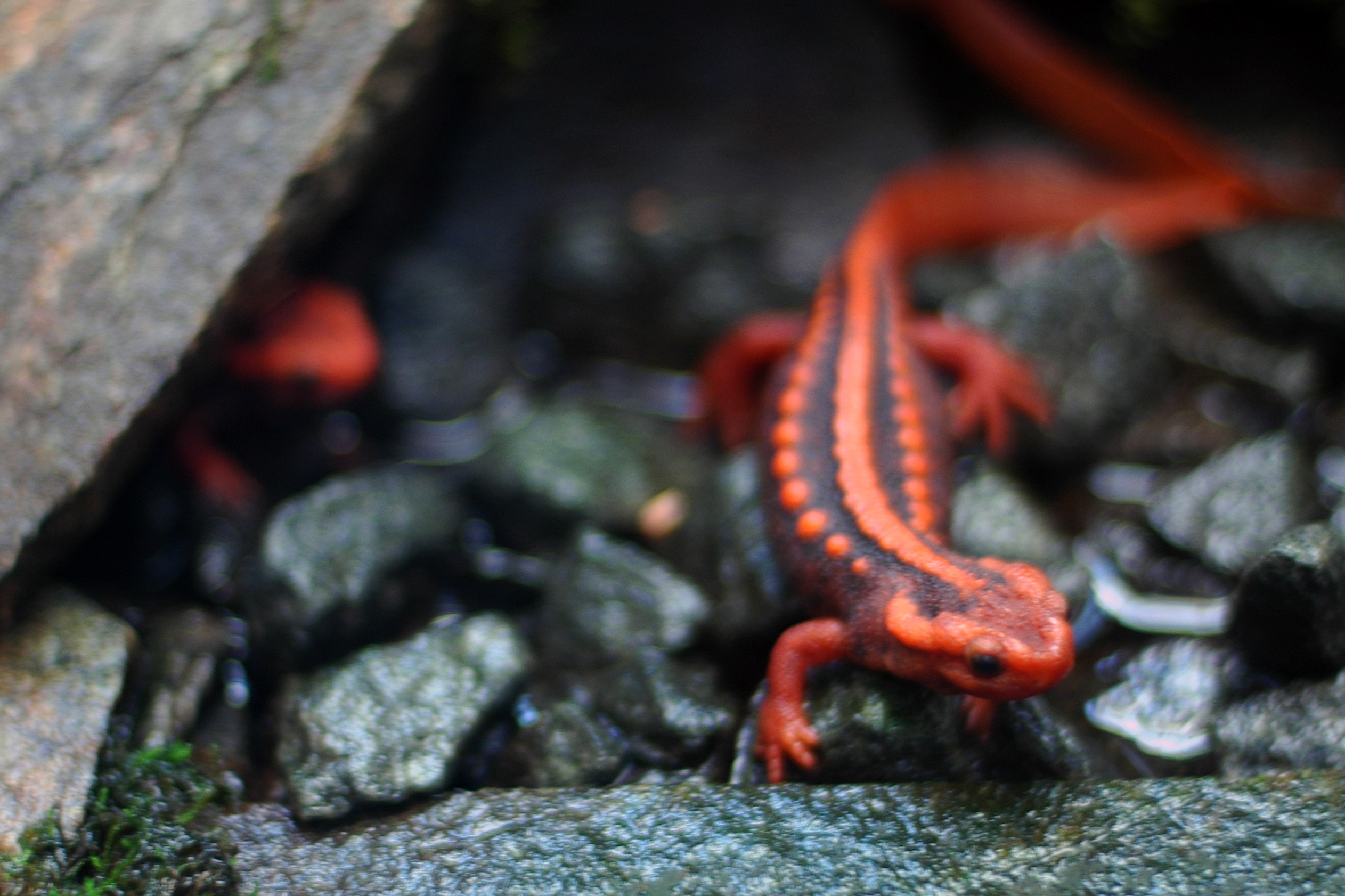

Тритон может достигать до 17 см в длину. Окраска тела яркая, на тёмно-коричневом фоне выделяются характерный невысокий оранжевый или жёлтый гребешок, проходящий вдоль спины, такого же цвета паротиды на голове и два параллельных ряда бугорков вдоль туловища. Хвост и лапы оранжевые. Паротиды на голове вырабатывают яд, количество желез — от 6 до 14. Выросты на голове по форме напоминают корону, поэтому тритона часто называют emperor newt (императорский тритон) Половая дифференциация затруднена, но самки чаще крупнее самцов. Питается мелкими насекомыми, червями. Ведёт преимущественно ночной образ жизни.
Период размножения длится с мая по август. Для этих целей тритон выбирает водоёмы и слабопроточные ручьи в субтропических лесах. В остальное время вид полностью обитает на суше.